# 涼川りん
涼川 りん（すずかわ りん）は、日本の漫画家。性別非公開。別名義としてマブレックスがある。

## 来歴・人物
2010年、『増刊ヤングガンガン』vol.08に掲載された「ウルトラマリンブルーマン」（単行本『ゴッホちゃん』所収）でデビュー。2015年から連載を開始した『あそびあそばせ』で、絵柄と作品内容のギャップが話題を呼び、「画力を無駄遣いしている作家No.1」と呼ばれる。

## 作品リスト

### 連載作品
- ゴッホちゃん - 「マブレックス」名義。
- りとる・けいおす
- あそびあそばせ（『ヤングアニマル』（白泉社）2016年23号 - 2022年22号）
- お気楽シェイクスピアの二日酔い劇場[2] - 「マブレックス」名義。
- アウトサイダーパラダイス（『漫画アクション』（双葉社）2023年11号 - ）

### 単行本
- ゴッホちゃん（スクウェア・エニックス） - 「マブレックス」名義。
- りとる・けいおす（双葉社〈アクションコミックス〉、全2巻 / 完全版・全1巻）
- あそびあそばせ（白泉社〈ヤングアニマルコミックス〉、全15巻）
- お気楽シェイクスピアの二日酔い劇場（KADOKAWA〈メディアワークス文庫〉、既刊1巻（電子書籍）） - 「マブレックス」名義。
- アウトサイダーパラダイス（双葉社〈アクションコミックス〉、既刊2巻）

### その他
- きんいろモザイクThank you!!（応援コメント）[3]